# Cable Head
Cable Head är en udde i Kanada.   Den ligger i provinsen Prince Edward Island, i den östra delen av landet, 1 000 km öster om huvudstaden Ottawa.
Terrängen inåt land är platt. Havet är nära Cable Head åt nordväst. Runt Cable Head är det glesbefolkat, med 12 invånare per kvadratkilometer.. Närmaste större samhälle är Morell, 8,4 km sydväst om Cable Head. 